# Jan van de Velde I

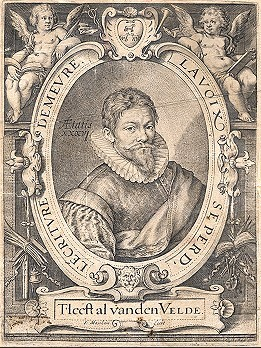
Porträt Jan van de Velde (von Theodoor Matham, 1605)

Jan van de Velde (* 1568 oder 1569 in Antwerpen; † September 1623) war ein niederländischer Maler und Kalligraph.

## Leben

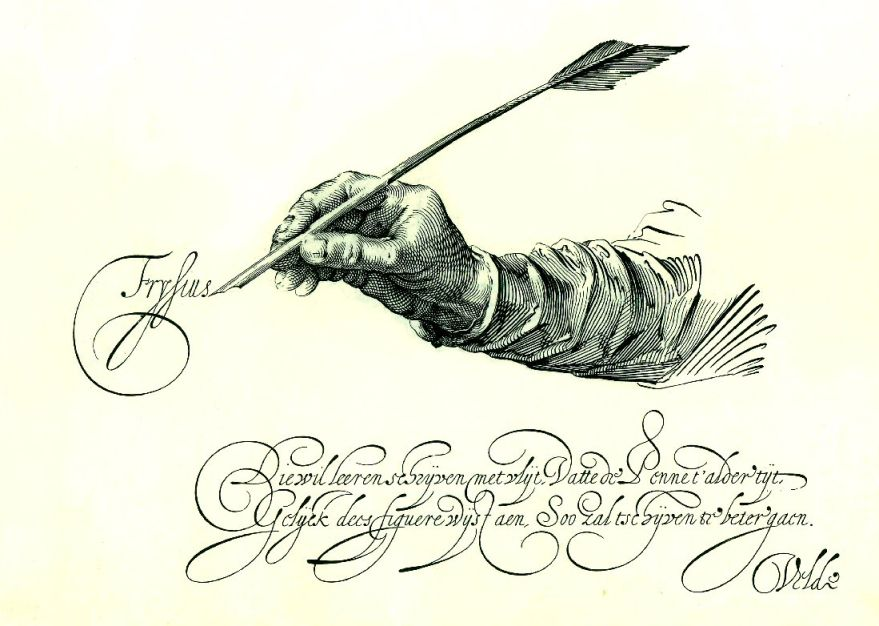
Kalligraphie von Jan Van De Velde (Amsterdam, 1605)

Jan van de Velde war der Sohn eines Nagelschmieds und ein Verwandter von Esaias van de Velde. Er übersiedelte um 1588 nach Delft und war von 1592 bis 1620 in Rotterdam als Schreiblehrer an der dortigen Lateinschule und danach in Haarlem tätig. Neben der Arbeit in den Lateinschulen bildete er auch in einem eigenen Institut Schreiber aus.
Aus der 1592 geschlossenen Ehe mit Mayke van Bracht ging der Sohn Jan van de Velde II hervor, der wiederum Vater eines Künstlers, Jan van de Velde III, wurde.
Van de Veldes Hauptwerk war der Spieghel der Schrijfkonste, der, gestochen von Simon Frisius, 1605 herauskam. Exemplare dieses Buches befinden sich in etlichen europäischen und amerikanisches Universitätsbibliotheken und Museen, z. B. im Metropolitan Museum of Art.